# Shariatpur
Shariatpur (engelska: Shariatpur District) är ett distrikt i Bangladesh.   Det ligger i provinsen Dhaka, i den centrala delen av landet, 50 km söder om huvudstaden Dhaka. Antalet invånare är 1 155 824.
Trakten runt Shariatpur består till största delen av jordbruksmark. Runt Shariatpur är det mycket tätbefolkat, med 2 181 invånare per kvadratkilometer.